# Sega Master System
Consola Sega Master System (セガ・マスターシステム Sega Masutā Shisutemu?) sau pe scurt: SMS, este o consolă de jocuri video pe 8-biți fabricată de Sega. În Japonia consola a fost cunoscută ca SG-1000 Mark III. În Europa a fost un competitor viabil pentru sistemul NES/Famicom al firmei Nintendo, nereușind totuși să îl depășească la numărul de vânzări. În România, consola a fost distribuită oficial la mijlocul anilor '90 de către Microrom
1. ↑  „Premieră de senzație pentru amatorii jocurilor pe computer. SONIC E MILES mai tari ca Mario.”. Libertatea (1462): 16–17. soft hyphen character în |title= la poziția 62 (ajutor)